# VA-30
La autovía Ronda Exterior de Valladolid (VA-30) está diseñada como circunvalación a la ciudad de Valladolid, permitiendo una comunicación directa entre las localidades del alfoz. Nace en la autovía  A-62  a la altura de Cigales, para acabar muriendo de nuevo en ella en Arroyo de la Encomienda, comunicando con la carretera de Cabezón  VA-113 , la carretera de Renedo  VA-140 , la Autovía del Duero  A-11  (antigua carretera de Soria, N-122), la Autovía de Pinares  A-601  (antigua carretera de Segovia), la carretera de Madrid  N-601 , la carretera de Rueda  CL-610  y el camino viejo de Simancas.

## Nomenclatura
La autovía pertenece al Ministerio de Fomento y, por lo tanto, incluye estos caracteres: VA por ser de la ciudad de Valladolid, 30 por ser el tercer cinturón de la ciudad.

## Tramos
| Denominación | Tramo | Año servicio / Estado (2025)                                                              | Km          |
| ------------ | --- | ----------------------------------------------------------------------------------------- | ----------- |
| VA-30        | Ronda Exterior Norte-Este Cigales A-62 - La Cistérniga A-11 | 2014                                                                                      | 13,04       |
| VA-30        | Ronda Exterior Sur La Cistérniga A-11 - Pol. San Cristóbal VA-20 A-601 Pol. San Cristóbal VA-20 A-601 - Pol. San Cristóbal N-601 Pol. San Cristóbal N-601 - Arroyo de la Encomienda A-62 | 2010 1994 2010                                                                            | 1,4 1,1 6,6 |
|              | Ronda Exterior Suroeste Arroyo de la Encomienda A-62 - Villanubla A-60 | Proyecto licitado (pendiente adjudicación de proyecto) (pendiente de licitación de obras) | 8,4         |

## Descripción de la autovía
La autovía empieza en la Autovía de Castilla  A-62  a la altura de Cigales y frente a la localidad de Cabezón de Pisuerga. Transcurre bordeando el este de Valladolid paralelamente a la variante de ferrocarril hasta el cruce con la  A-11 . Pasa en trinchera por el Polígono de San Cristóbal paralelamente a la calle Oro y por encima de la  A-601  con un viaducto de 270 metros. Desde ese punto, la autovía bordea los barrios del sur enlazando con las distintas autovías y carreteras que entran por el sur de la ciudad pucelana. Cerca del final, cruza el río Pisuerga con una gran estructura y desemboca de nuevo en la Autovía de Castilla  A-62  a la altura de La Flecha (Arroyo de la Encomienda).
Existe un proyecto para prolongarla por el oeste, alargando la autovía hasta conectarla con la A-60 en las inmediaciones del Aeropuerto
La puesta en servicio total de esta vía de comunicación mejoró notablemente las comunicaciones del centro de la comunidad autónoma, descongestionando la ronda interior de Valladolid (VA-20 y Avenida de Zamora) y el paseo Juan Carlos I, mejorando el tráfico en la ciudad y su alfoz y facilitando una mejor salida a los productos de los principales polígonos industriales de la ciudad.
Después de varios retrasos la ronda se abrió el 22 de julio de 2014.

## Salidas
| Velocidad | Esquema | Salida | Sentido ascendente                                                                          | Sentido descendente                                                                           | Carretera que enlaza     | Carriles |
| --------- | ------- | ------ | ------------------------------------------------------------------------------------------- | --------------------------------------------------------------------------------------------- | ------------------------ | -------- |
|           |         | 0      | E-80 A-62 Valladolid - Madrid                                                               | E-80 A-62 Palencia - Burgos                                                                   | E-80 A-62                |          |
|           |         |        | Río Pisuerga                                                                                | Río Pisuerga                                                                                  |                          |          |
|           |         | 2      | VA-113 Cabezón de Pisuerga Santovenia de Pisuerga                                           | VA-113 Cabezón de Pisuerga Santovenia de Pisuerga                                             | VA-113                   |          |
|           |         |        | L.A.V. Madrid-Valladolid-Burgos-Vitoria FF.CC. Madrid-Irún                                  | L.A.V. Madrid-Valladolid-Burgos-Vitoria FF.CC. Madrid-Irún                                    |                          |          |
|           |         | 8      | VA-140 Renedo de Esgueva                                                                    | VA-140 Renedo de Esgueva                                                                      | VA-140                   |          |
|           |         |        | Río Esgueva                                                                                 | Río Esgueva                                                                                   |                          |          |
|           |         |        | Variante este de Valladolid                                                                 | Variante este de Valladolid                                                                   |                          |          |
|           |         | 13     | Valladolid (centro ciudad) Polígono industrial San Cristóbal A-11 Soria N-122 La Cistérniga | Valladolid (centro ciudad) Polígono industrial San Cristóbal A-11 Soria N-122 La Cistérniga   | A-11 N-122               |          |
|           |         | 15     | Valladolid (este) Polígono industrial San Cristóbal A-601 Segovia Madrid por AP-61          | Valladolid (este) Polígono industrial San Cristóbal A-601 Segovia Madrid por AP-61 VA-20 León | A-601 VA-20              |          |
|           |         |        | F.F.C.C. Valladolid-Ariza                                                                   | F.F.C.C. Valladolid-Ariza                                                                     |                          |          |
|           |         | 16AB   | Valladolid (centro ciudad) N-601 Olmedo                                                     | Valladolid (centro ciudad) N-601 Olmedo                                                       | N-601                    |          |
|           |         |        | L.A.V. Madrid-Segovia-Valladolid FF.CC. Madrid-Irún                                         | L.A.V. Madrid-Segovia-Valladolid FF.CC. Madrid-Irún                                           |                          |          |
|           |         | 18     | Valladolid (centro ciudad) Paseo de Zorrilla CL-610 Medina del Campo                        | Valladolid (centro ciudad) Paseo de Zorrilla CL-610 Medina del Campo                          | CL-610                   |          |
|           |         | 19     | VP-9801 Simancas                                                                            | VP-9801 Simancas                                                                              | VP-9801                  |          |
|           |         |        | Río Pisuerga                                                                                | Río Pisuerga                                                                                  |                          |          |
|           |         | 20     | Valladolid (oeste) Arroyo de la Encomienda                                                  |                                                                                               | N-620a                   |          |
|           |         | 21AB   | E-80 A-62 Salamanca - Palencia - Burgos E-82 A-11 Zamora A-60 León - Aeropuerto             |                                                                                               | E-80 A-62 E-82 A-11 A-60 |          |